# Tanum (Gemeinde)
Koordinaten: 58° 43′ N, 11° 20′ O

Hällsö in Tanum

Tanum ist eine Gemeinde (schwedisch kommun) in der schwedischen Provinz Västra Götalands län und der historischen Provinz Bohuslän. Die Gemeinde grenzt im Norden an Norwegen (Østfold fylke) und im Osten an die historische Provinz Dalsland, im Süden an die Munkedal Kommun und Sotenäs Kommun. Der Hauptort der Gemeinde ist Tanumshede.

## Geschichte

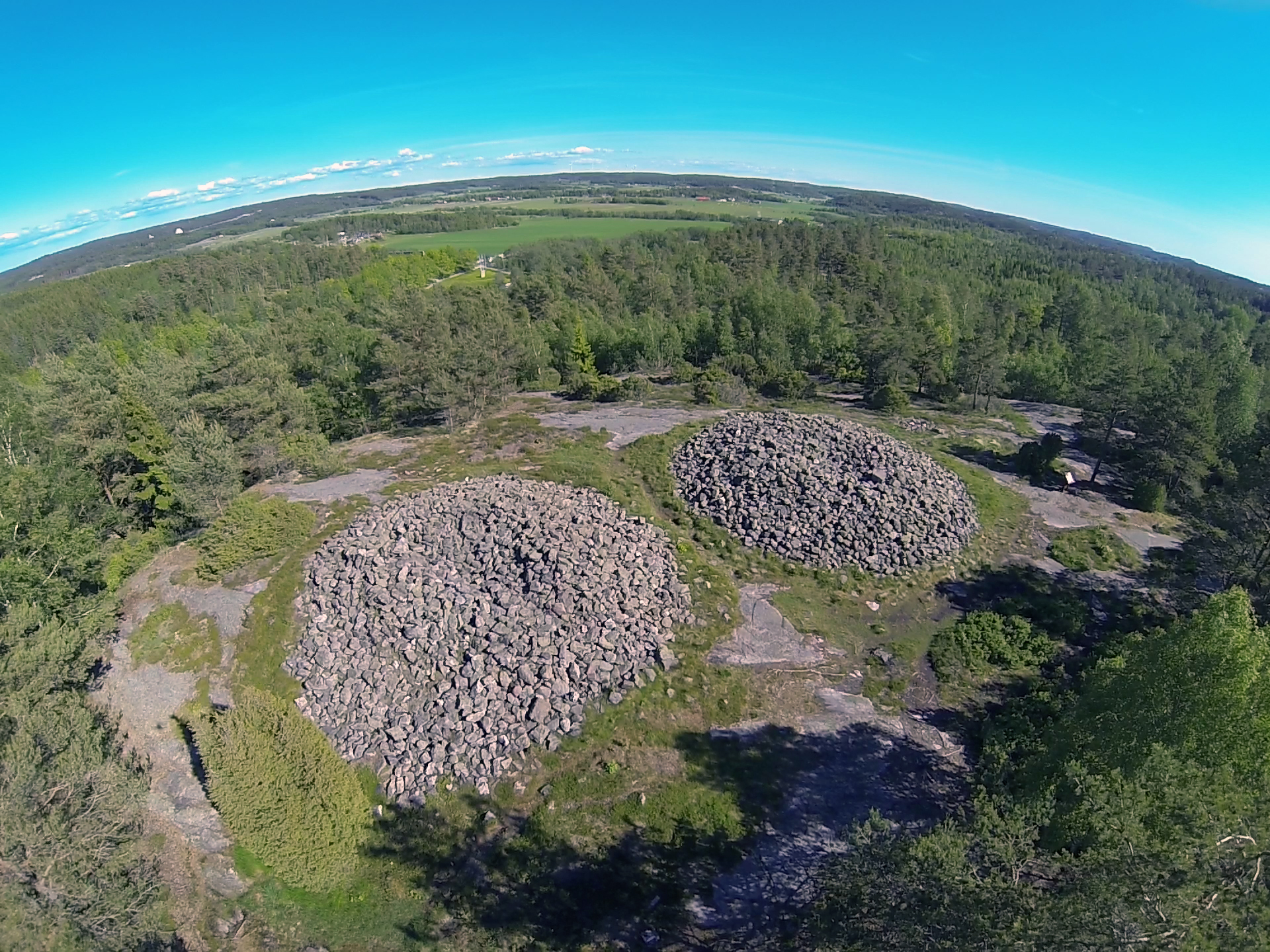
Rösen von Vitlycke in Tanum

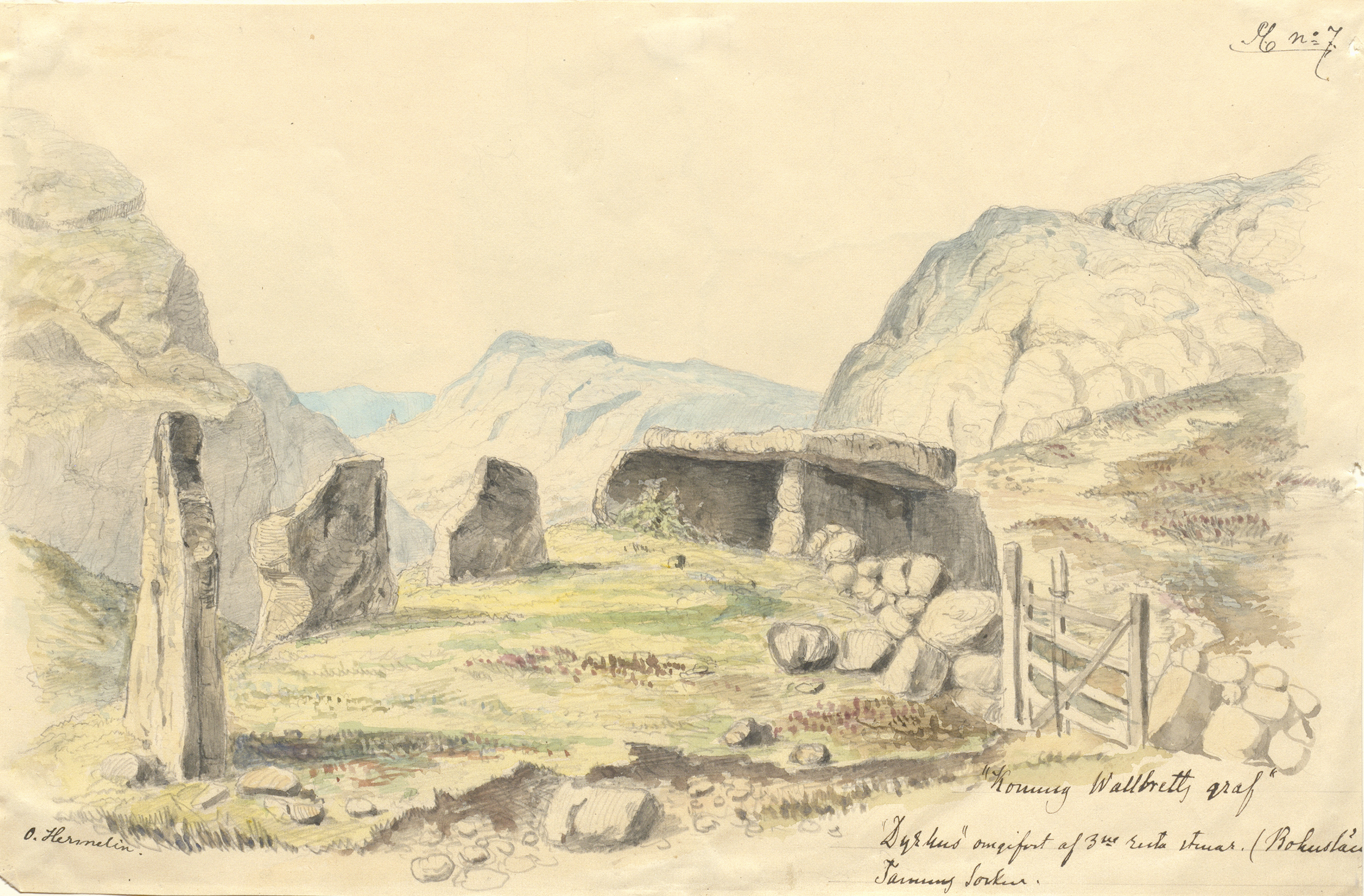
Valbret's grave - Aquarell von Olof Hermelin, Ende des 19. Jahrhunderts

Vor der Zusammenlegung von Älvsborgs län, Skaraborgs län und Göteborgs och Bohus län zu Västra Götalands län gehörte Tanum zur Provinz Göteborgs och Bohus län.
Valbret's grave ist eine Steinkiste mit Steinkreis. Nach dem Mythos nach war Valbret (Wallbrett) ein schottischer Häuptling, der vor etwa 1.000 Jahren in Tanum getötet wurde. Das Grab stammt jedoch aus der Steinzeit und ist eher etwa 4.000 Jahre alt.

## Sehenswürdigkeiten
- An sechs Stellen in der Gemeinde gibt es Felsritzungen, die als Felsritzungen von Tanum von der UNESCO 1994 zum Weltkulturerbe erklärt wurden. Die 3000 Jahre alten Ritzungen und die große Anzahl an Fundgegenständen aus verschiedenen Epochen lassen auf eine frühe Besiedelung schließen.
- Ganggrab Säm
- Älgafallet (norwegisch: Elgåfossen), 46 m hoher Wasserfall
- Bullaresjöarna

## Orte
Folgende Orte sind Ortschaften (tätorter):
- Fjällbacka
- Hamburgsund; Der Ort ist geteilt und liegt sowohl auf dem Festland als auch auf der Insel Hamburgö
- Tanumshede
- Grebbestad
- Rabbalshede
- Bullaren

## Persönlichkeiten

### Söhne und Töchter der Stadt
- Per Jacobsson (1894–1963), schwedischer Manager; von 1956 bis 1963 Geschäftsführender Direktor des Internationalen Währungsfonds